# Michel Moatti
Pour les articles homonymes, voir Moatti.
Œuvres principales
Retour à Whitechapel (2013).
Tu n'auras pas peur (2017), Prix Polar de Cognac.
Rapport sur Nordahl L. (2022).
Michel Moatti, né le 3 août 1958 à Bouttencourt, dans la Somme, est un écrivain et journaliste français, maître de conférences en sociologie à l’Université de Montpellier. Son travail porte sur l’opinion publique, les médias et la violence sur Internet,.
Ses ouvrages sont publiés principalement aux Éditions Hervé Chopin et en format poche dans les collections Grands détectives et Domaine policier chez 10/18.

## Biographie
Il est titulaire d'un doctorat en sociologie (Université de Montpellier, directeur de thèse : Jean-Bruno Renard) et d'une licence en Sciences Politiques (Université de Paris I Panthéon-Sorbonne).
Michel Moatti a fait son service militaire au Maroc, et a été ensuite recruté par l'Ambassade de France, pour laquelle il a servi à Rabat et à Fès.

## Œuvres

### Romans
- Retour à Whitechapel, préface de Stéphane Durand-Souffland[6],[7],[8], Paris,Éditions Hervé Chopin, (2013), 350 p.  (ISBN 978-2-357-20136-1) ; réédition, Paris, Pocket no 15714 (2014)  (ISBN 978-2-266-24242-4) ; réédition, Paris, 10/18, coll. « Grands détectives » no 5020 (2015)  (ISBN 978-2-264-06725-8)
- Blackout Baby, Paris, Éditions Hervé Chopin, (2014), 352 p.,  (ISBN 978-2-357-20197-2) ; réédition, Paris, Le Grand Livre du Mois, (2014)  (ISBN 978-2-286-11584-5) ; réédition, Paris, 10/18, coll. « Grands détectives » no 505 (2016)  (ISBN 978-2-264-06679-4)
- Alice change d’adresse[9], Paris, Éditions Hervé Chopin, 304 p., (2016),  (ISBN 978-2-357-20268-9) ; réédition, Paris, 10/18, coll. « Domaine policier » no 5193 (2017)  (ISBN 978-2-264-06990-0)
- Tu n'auras pas peur, Paris, Éditions Hervé Chopin, 480 p., (2017)  (ISBN 978-2-357-20319-8)[10] ; réédition, Paris, 10/18, coll. « Domaine policier » no 5370 (2018)  (ISBN 978-2-264-07286-3)
- Les Retournants, Paris, Éditions Hervé Chopin, 272 p., (2018)  (ISBN 978-2357203631)[11],[12] ; réédition, Paris, 10/18, coll. « Grands détectives » no 5417, (2019)  (ISBN 978-2-264-07424-9)
- Un ami de la famille, Paris, Éditions Hervé Chopin, 224 p. (2018)  (ISBN 978-2357204300), sous-titré Rapport sur Nordahl L. est le sixième roman de Michel Moatti. La parution, prévue le 4 octobre 2018, a été repoussée à la demande des avocats de Nordahl Lelandais, mis en examen dans l’affaire Maëlys en raison d’atteintes possibles à sa présomption d’innocence[13],[14].
- Et tout sera silence[15],[16], Paris, Éditions Hervé Chopin, 320 p.,(2019)  (ISBN 978-2357204737). Réédition, Paris, 10/18, (2020)  (ISBN 978-2264076236)
- Les Jardins d'hiver, Paris, Éditions Hervé Chopin, 288 p. (2020)  (ISBN 9782357205482)[17],[18]
- Dog Island, Paris, HC éditions, 480 p. (2021)  (ISBN 978-2357206137)[19],[20],[21]
- Rapport sur Nordahl L., préface de Jennifer De Araujo, Paris, Éditions Hervé Chopin, 288 p. (2022) (ISBN 978-2357206755)[22],[23],[24]
- Lancaster, Paris, HC éditions (2023) (ISBN 978-2357207363)[25],[26],[27],[28]
- Darwin, le dernier chapitre, Paris, Éditions Hervé Chopin (2024)  (ISBN 978-2357207967)[29],[30]. Réédition format poche, Paris, 10/18, (2025)  (ISBN 978-2264085702).
- Moscou & blessures, Moby Dick, (2025)  (ISBN 978-2820703453). Volume n°7 de la série "La fille du Poulpe", dirigée par Serguei Dounovetz qui reprend les personnages créés par Jean-Bernard Pouy dans la collection "Le Poulpe".
- Rebecca, Éditions Hervé Chopin, (2025) (ISBN 978-2357208988)[31],[32].

### Livres audio
- Retour à Whitechapel (ASIN B07QLTN5Y5) et Blackout Baby (ASIN B07QY1PCC1) ont été publiés sous format audio-book, (2019), Audible Studios, lus par Marie-Eve Dufresne.
- Lancaster a été publié en Audiolivre en décembre 2023 chez Voolume, diffusion Audible, lu par Stéphanie Cassignard, musique de Benoît Cheritel.
- Tu n'auras pas peur  (ASIN B0CZ3ZDVSQ) et Tout sera silence (ASIN B0CZ41B1W4) ("Les enquêtes de Lynn Dunsday") ont été publiés en 2024 chez Voolume, diffusion Audible, lu par Stéphanie Cassignard.
- Rapport sur Nordahl L. (ASIN B0D5J2NMYD) a été réédité en audiolivre (Voolume, diffusion Audible) lu par Stéphanie Cassignard.

### Essais
- La Vie cachée d’Internet, Paris, Éditions Imago, (2002)  (ISBN 2-911416-67-8)
- L’Effet-Médias - Pour une sociologie critique de l'information[33], écrit en collaboration avec Sarah Finger, Paris, DesHauts&Débats/L’Harmattan, (2010)  (ISBN 978-2-296-12260-4).

### Nouvelles & textes divers
- Alias Abel Demain, dans le recueil "Il était une fois dans la bibliothèque ", direction éditoriale de Patrick Coulomb, Éditions Gaussen, 2019,  (ISBN 978-2356981776).
- « Une affaire d’identité » (octobre 1888), in Roy Pinker, Faits divers & vies déviantes – XIXe – XXIe siècle, Paris, Éditions du CNRS, 2022, dir. Marie-Ève Thérenty,  (ISBN 9782271142276).
- « La Justine et l’Olympia-1867 - Un cold case sous la mer » (Préface), Laurence Serra, Le Papillon rouge, 2022,  (ISBN 978-2490379484).

## Prix et récompenses
- Darwin, le dernier chapitre[34],[35] a reçu le Prix Max Gallo du roman historique en 2024, et a été lauréat du Prix Britanny Ferries – Étonnants Voyageurs 2025[36].
- Tu n’auras pas peur[37]  a reçu en 2017 le Prix du meilleur roman francophone au Festival Polar de Cognac[38],[39].
- Retour à Whitechapel a été finaliste du Prix Historia[40] 2013 et du Prix Sang d'encre 2013.
- Blackout Baby et Alice change d’adresse ont été nommés en 2015 et 2016 au Prix des Lecteurs du Festival Polar de Cognac.
- Les Retournants a été finaliste du Prix Landerneau Polar 2018[41]
- Et tout sera silence a été nommé pour le Prix des lecteurs du Festival de Villeneuve-lès-Avignon 2020[42], et du festival Sang d'Encre, Vienne 2020.
- Les Jardins d'Hiver a été nommé pour le Prix "Noir" des Rendez-vous de l'Histoire, Blois, 2021, et pour le Prix des lecteurs du Festival de Villeneuve-lès-Avignon 2021.
- Dog Island a été nomimé pour le Prix des lecteurs du Festival Sans Nom, Mulhouse, 2021.